# Jonathan Steele

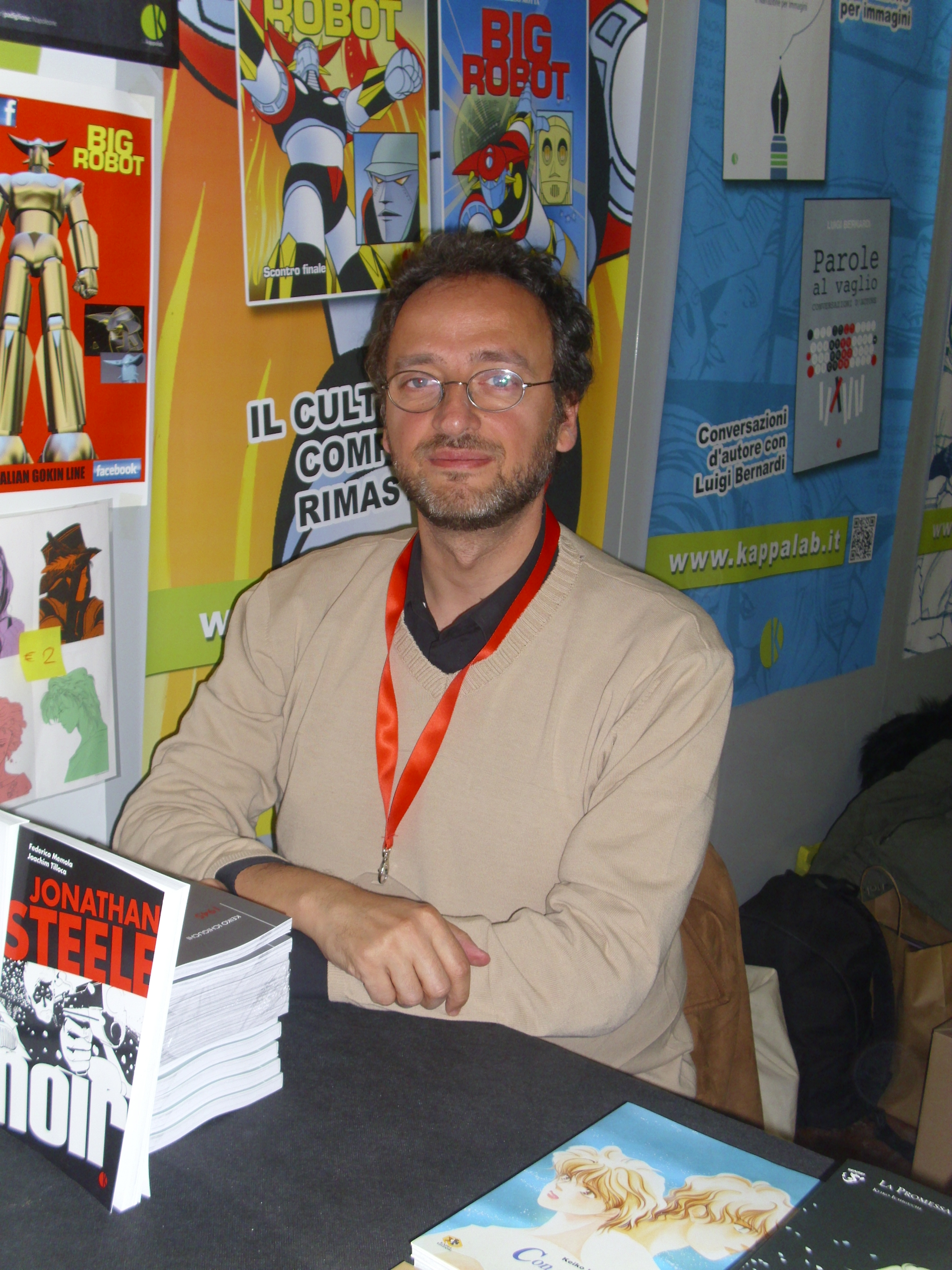
Frederico Memola, criador da série Jonathan Steele.

Jonathan Steele é uma série de histórias quadrinhos italiana, criada pelo escritor Federico Memola e pela desenhista Teresa Marzia. Foi publicada pela Sergio Bonelli Editore de abril de 1999 a julho de 2004, para um total de 64 edições, e depois pela Star Comis. Após 53 edições mensais e cinco anuais, encerrada em 2009.